# 26. ceremonia wręczenia Europejskich Nagród Filmowych
26. ceremonia wręczenia Europejskich Nagród Filmowych odbyła  się 7 grudnia 2013 w Berlinie.
Nominacje do nagród ogłoszono 9 listopada br., podczas Europejskiego Festiwalu Filmowego w Sewilli.
Po raz pierwszy w tym roku przyznana zostanie nagroda w nowej kategorii − Najlepszy Europejski Film Komediowy.

## Laureaci i nominowani
Laureaci nagród wyróżnieni są wytłuszczeniem

### Najlepszy Europejski Film
- Wielkie piękno, reż. Paolo Sorrentino
  -  Koneser, reż. Giuseppe Tornatore
  -  Oh, Boy!, reż. Jan-Ole Gerster
  - / W kręgu miłości, reż. Felix Van Groeningen
  - // Życie Adeli, reż. Abdellatif Kechiche
  - // Śnieżka, reż. Pablo Berger

### Najlepszy Europejski Film Komediowy
- //// Wesele w Sorrento, reż. Susanne Bier
  -  Przelotni kochankowie, reż. Pedro Almodóvar
  -  Benvenuto Presidente!, reż. Riccardo Milani
  - / Ojciec Szpiler, reż. Vinko Brešan

### Najlepszy Europejski Reżyser
- Paolo Sorrentino − Wielkie piękno
  -  Pablo Berger − Śnieżka
  -  Felix Van Groeningen − W kręgu miłości
  -  Abdellatif Kechiche − Życie Adeli
  -  François Ozon − U niej w domu
  -  Giuseppe Tornatore − Koneser

### Najlepsza Europejska Aktorka
- Veerle Baetens − W kręgu miłości
  -  Keira Knightley − Anna Karenina
  -  Barbara Sukowa − Hannah Arendt
  -  Naomi Watts − Niemożliwe
  -  Luminița Gheorghiu − Pozycja dziecka

### Najlepszy Europejski Aktor
- Toni Servillo − Wielkie piękno
  -  Jude Law − Anna Karenina
  -  Johan Heldenbergh − W kręgu miłości
  -  Fabrice Luchini − U niej w domu
  -  Tom Schilling − Oh, Boy!

### Najlepszy Europejski Scenarzysta
- François Ozon − U niej w domu
  -  Tom Stoppard − Anna Karenina
  -  Giuseppe Tornatore − Koneser
  -  Carl Joos i Felix Van Groeningen − W kręgu miłości
  -  Paolo Sorrentino i Umberto Contarello − Wielkie piękno

### Najlepszy Europejski Operator
(Nagroda imienia Carlo Di Palma)
- Asaf Sudry − Wypełnić pustkę

### Najlepszy Europejski Kompozytor
- Ennio Morricone − Koneser

### Najlepszy Europejski Scenograf
- Sarah Greenwood − Anna Karenina

### Najlepszy Europejski Kostiumolog
- Paco Delgado − Śnieżka

### Najlepszy Europejski Montażysta
- Cristiano Travaglioli − Wielkie piękno

### Najlepszy Europejski Dźwiękowiec
- Matz Müller i Erik Mischijew − Raj: wiara

### Najlepszy Europejski Film Animowany
- ///// Kongres[2], reż. Ari Folman
  -  Jasmine, reż. Alain Ughetto
  - /// Pinokio, reż. Enzo D’Alò

### Najlepszy Europejski Film Dokumentalny – Prix ARTE
- // Scena zbrodni[3] − Joshua Oppenheimer
  -  Brakujące zdjęcie – Rithy Panh
  - / L'escale – Kaveh Bakhtiari

### Najlepszy Europejski Film Krótkometrażowy – Prix UIPu
- Prix UIP Valladolid: / Śmierć cienia – Tom Van Avermaet
  - Prix UIP Vila do Conde:  Cut – Christoph Girardet, Matthias Müller
  - Prix UIP Drama: / Maślana lampa – Hu Wei
  - Prix UIP Wenecja:  Dom z małymi oknami – Bülent Öztürk
  - Prix UIP Kraków:  List – Siergiej Łoznica
  - Prix UIP Berlin:  Tajemnica – Chema García Ibarra
  - Prix UIP Cork:  Poranek – Cathy Brady
  - Prix UIP Ghent:  Fale – Miguel Fonseca
  - Prix UIP Bristol:  Na orbicie długo i szczęśliwie – Jamie Stone
  - Prix UIP Clermont-Ferrand:  Skok – Petyr Wyłczanow i Kristina Grozewa
  - Prix UIP Tampere:  Niedziela 3 – Jochen Kuhn
  - Prix UIP Sarajewo:  Historia dla państwa Modlin – Sergio Oksman
  - Prix UIP Rotterdam: / Choć wiem, że rzeka wyschła – Omar Robert Hamilton
  - Prix UIP Grimstad:  Odpady nuklearne – Myrosław Słaboszpycki
  - Prix UIP Locarno:  Zima – Cristina Picchi

### Europejskie Odkrycie Roku − Prix Fipresci
- Oh, Boy![4] − Jan-Ole Gerster
  - /// Call Girl – Mikael Marcimain
  -  Jedz, śpij, umieraj – Gabriela Pichler
  - / Miele – Valeria Golino
  - // The Plague – Neus Ballus

### Nagroda Publiczności (People’s Choice Award)
- Pozłacana klatka, reż. Ruben Alves
  -  Przelotni kochankowie, reż. Pedro Almodóvar
  -  Anna Karenina, reż. Joe Wright
  -  Niemożliwe, reż. Juan Antonio Bayona
  -  Koneser, reż. Giuseppe Tornatore
  -  Oh, Boy!, reż. Jan-Ole Gerster
  -  Na głębinie, reż. Baltasar Kormákur
  - / Sugar Man, reż. Malik Bendjelloul
  - / W kręgu miłości, reż. Felix Van Groeningen
  - //// Wesele w Sorrento, reż. Susanne Bier
  - //// Wyprawa Kon-Tiki, reż. Joachim Rønning i Espen Sandberg

### Nagroda Młodej Publiczności
- //// Przygody Nono, reż. Vincent Bal
  - // Sklep dla samobójców, reż. Patrice Leconte
  -  Do góry nogami, reż. Bernd Sahling

### Europejska Nagroda Filmowa za Całokształt Twórczości
- Catherine Deneuve[5]

### Nagroda za Osiągnięcia w Światowej Kinematografii – Prix Screen International
- Pedro Almodóvar[6]

### Nagroda dla koproducentów – Prix EUROIMAGE
- Ada Solomon[7]